# You Should Be Sad
«You Should Be Sad» (estilizado como: You should be sad) es una canción de la cantante estadounidense Halsey. Fue lanzada como tercer sencillo de su álbum Manic (2020) el 10 de enero de 2020 a través de Capitol Records.

## Antecedentes
Halsey reveló que ella escribió la canción mientras estaba en el piso de su sala de estar en Nashville, además declaró que «las canciones más bonitas y desgarradoras provienen del género country».
Al hablar sobre la inspiración para el atuendo utilizado en la portada del sencillo y en los de su video musical, Halsey dijo que se inspiró en artistas como Christina Aguilera, Lady Gaga, Carrie Underwood y sobre todo en Shania Twain, a quienes considera como sus ídolos.

## Video musical
El 10 de enero de 2020 se lanzó un video musical junto con la canción. El video fue dirigido por Colin Tilley. El video muestra a Halsey yendo a «un club nocturno subterráneo del oeste de Estados Unidos, donde mucha gente hermosa baila en línea». El video también hace referencia a varios artistas como Lady Gaga, Shania Twain y Christina Aguilera.

## Historial de lanzamiento
| Región         | Fecha               | Formato                     | Discográfica    | Ref.  |
| -------------- | ------------------- | --------------------------- | --------------- | ----- |
| Varios         | 10 de enero de 2020 | Descarga digital, Streaming | Capitol Records | [ 6 ] |
| Estados Unidos | 14 de enero de 2020 | Contemporary hit radio      | Capitol Records | [ 7 ] |